# مدرسة النجاح الثانوية
مدرسة النجاح الثانوية مدرسة ثانوية في حي البالوع، مدينة البيرة في فلسطين. تأسست عام 1995.

## وصلات خارجية
- الموقع الرسمي.